# Повчанська сільська рада (Лугинський район)
Повчанська сільська рада — колишня адміністративно-територіальна одиниця та орган місцевого самоврядування у Лугинському, Олевському і Овруцькому районах Коростенської і Волинської округ, Київської й Житомирської областей Української РСР та України з адміністративним центром у с. Повч.

## Населені пункти
Сільській раді були підпорядковані населені пункти:
- с. Повч
- с. Буда
- с. Рудня-Повчанська

## Населення
Кількість населення ради станом на 1923 рік становила 1 718 осіб, кількість дворів — 337.
Кількість населення сільської ради станом на 1924 рік становила 1 850 осіб.
Відповідно до результатів перепису населення СРСР, кількість населення ради, станом на 12 січня 1989 року, становила 1 124 особи.
Станом на 5 грудня 2001 року, відповідно до перепису населення України, кількість мешканців сільської ради становила 673 особи.

## Склад ради
Рада складалася з 12 депутатів та голови.

### Керівний склад сільської ради
| ПІБ                           | Основні відомості                                                                     | Дата обрання | Дата звільнення |
| ----------------------------- | ------------------------------------------------------------------------------------- | ------------ | --------------- |
| Новицький Петро Володимирович | Сільський голова, 1974 року народження, освіта, член Української Народної Партії      | 26.03.2006   | 31.10.2010      |
| Новицький Петро Володимирович | Сільський голова, 1974 року народження, освіта вища, член Української Народної Партії | 31.10.2010   |                 |

Примітка: таблиця складена за даними джерела

## Історія
Створена 1923 року в складі сіл Буда-Повчанська (згодом — Буда), Гамарня, Повч, Повчанка і Старожеревецька Рудня (згодом — Стара Рудня) Норинської волості Овруцького повіту Волинської губернії. Станом на 17 грудня 1926 року у підпорядкуванні значився хутір Теснівка, який, на 1 грудня 1941 року, не числився на обліку населених пунктів.
Станом на 1 вересня 1946 року сільська рада входила до складу Лугинського району Житомирської області, на обліку в раді перебували села Повч, Рудня-Повчанська та Стара Рудня, села Гамарня та Повчанка не значилися на обліку населених пунктів.
29 вересня 1960 року, відповідно до рішення Житомирського облвиконкому № 985 «Про вилучення з обліку деяких населених пунктів в районах області», с. Стара Рудня зняте з обліку.
На 1 січня 1972 року сільська рада входила до складу Лугинського району Житомирської області, на обліку в раді перебували села Буда, Повч та Рудня-Повчанська.
Виключена з облікових даних 17 липня 2020 року. Територію та населені пункти ради, відповідно до розпорядження Кабінету Міністрів України № 711-р від 12 червня 2020 року «Про визначення адміністративних центрів та затвердження територій територіальних громад Житомирської області», включено до складу Лугинської селищної територіальної громади Коростенського району Житомирської області.
Входила до складу Лугинського (7.03.1923 р., 8.12.1966 р.), Олевського (30.12.1962 р.) та Овруцького (4.01.1965 р.) районів.